# ЧВК «Поток»
«Поток» — российское нерегулярное вооружённое формирование, принимающее участие в российском вторжении в Украину. Небольшое подразделение, в которое вербуют сотрудников «Газпрома», главным образом, из ведомственной охраны, полностью финансируется российской госкорпорацией.

## История
Расследование Financial Times выяснило, что вербовка в «Поток» велась с августа 2022 года — ещё до объявления мобилизации в России. Формальный статус организация получила в начале 2023 года после создания частной охранной организации «Газпромнефть охрана» в структуре. Уже тогда украинская разведка сообщала о существовании нерегулярного вооружённого формирования.
В апреле 2023 года Евгений Пригожин в интервью РИА ФАН рассказал о наличии у «Газпрома» собственных наёмнических формирований, отдельно упомянув «Поток». Интервью последовало за инцидентом во время боёв за Бахмут, где бойцы «Потока», приняв фланговые позиции у наступающих частей ЧВК «Вагнер», затем отступили под натиском ВСУ. Пригожин жаловался на плохую подготовку и снабжение отрядов, спонсируемых крупным бизнесом, а также на отсутствие компетентных командиров. Провластные журналисты и блогеры, комментируя событие, также связывали «Поток» с «Газпромом». Позже бойцы «Потока» выпустили видеообращение к Владимиру Путину, жалуясь на плохое снабжение и обман со стороны руководства «Газпрома», которое обещало им контракты с Минобороны России, но на практике вынудило подписать соглашения с ЧВК «Редут».
Пригожин считал, что спонсируемые крупным бизнесом вооружённые формирования, такие как «Поток», создаются лишь для того, чтобы выслужиться перед руководством страны. Бывший высокопоставленный чиновник, беседовавший с Financial Times, соглашался, что фактический вклад «Потока» и других спонсируемых «Газпромом» вооружённых организаций крайне незначителен. Им вторили в ГУР, где полагали, что «Газпром» больше озабочен сохранением своих позиций и активов внутри страны, чем эффективностью своих подразделений в бою.

## Состав
В «Поток» вербуют — иногда в принудительном порядке — неквалифицированных сотрудников «Газпрома», в основном из ведомственной охраны. Формально «Поток» является подразделением частной охранной организации «Газпромнефть охрана», созданной в начале 2023 года.
Новобранцы подписывают контракт с ЧВК «Редут» и проходят месячную подготовку на полигоне в Тамбовской области. «Поток» — небольшое вооружённое формирование, и после подготовки его бойцов распределяют в различные подразделения ВС РФ.

## Финансирование
Financial Times выяснил, что «Поток» полностью финансируется «Газпромом». Компания сохраняет за рекрутами рабочие места, предлагает привлекательные условия службы, приобретает для них снаряжение, а в случае гибели бойцов — выплачивает родственникам дополнительную компенсацию.

## Санкции
В декабре 2023 года «Поток» попал под санкции Евросоюза за непосредственный вклад в агрессивную войну России против Украины.